# Лойка Олег Антонович
Олег Лойка (1 травня 1931, Слонім — 19 листопада 2008, Слонім)  — білоруський поет, письменник і літературознавець. Член-кореспондент АН Білорусі.

## Біографія
Народився в сім'ї фельдшера. Закінчив філологічний факультет БДУ (1953), аспірантуру при кафедрі білоруської літератури БДУ (1956). З 1956 — викладач білоруської літератури, з 1985 — завідувач кафедри БДУ. У 1991-1996 роках — декан філологічного факультету БДУ. Керував університетським об'єднанням «Зліт» (1964-1989).
В останні роки життя жив у Слонімі. Був одружений, мав дочку Антоніну, сина Павла та онуків Віталія, Олега і Надію.

## Творчість
Дебютував віршами в 1943 («Барановицька газета»). Автор збірок поезії «На юначому шляху» (1959), «Задумані переліски» (1961), «Дороги і мріяння» (1963), «Блакитне озерце» (вірші та поеми, 1965), «Щоб не плакали коні» (1967), «Дивосил» (1969), «Коли в дорозі ти …» (вибране, 1971), «Щирість» (1973), «Почуття» (вірші та поема, 1976), «Лінія життя» (1978), «Скрижалі» (вибране, 1981), «Нерівні дати» (1983), «Грайна» (1986), «Проліски в окопах» (1987), «Балади війни і миру» (1989), «Тала весна» (вірші та поеми, 1990). Для дітей вийшли книги віршів «Як Тоня відлуння шукала» (1962), «Хоровод дивовижних пригод» (1966), «Біля млина» (1972), «Де хто ночує?» (1977), «Про діда Аяяй і бабку Оёёй» (1984). Написав романи-есе «Як вогонь, як вода» (1984) і «Франциск Скорина, або Сонце молодикове» (1990), повість «Скорина на Градчанах» (1990), сценарій документального фільму «Максим Богданович» (знятий у 1990). Автор 100 книг, остання прижиттєва вийшла в 2003 році.
Переклав білоруською мовою книгу вибраних творів П. Верлена «У місячному сяйві» (1974), Й. В. Гете «Побачення і розлука» (1981), окремі твори російських, українських, литовських, латиських, польських та інших поетів. Перекладач і упорядник 2-томної антології польської поезії «Від Бугу до Вісли», куди увійшли вірші 180 поетів.
Виступав як критик і літературознавець. Видав монографії «Адам Міцкевич і білоруська література» (1959), «„Нова земля“ Якуба Коласа: Витоки, велич, краса» (1961), «Максим Богданович» (1966), «Зустрічі з днем сьогоднішнім» (1968), «Білоруськf поезія початку XX століття» (1972), збірка літературно-критичних статей і творчих портретів «Поезія і час» (1981), доповіді на V Міжнародний з'їзд славістів «Білорусько-польські літературні взаємозв'язки в XIX ст.» (з Н. Перкіним, 1963), на IX з'їзд — «Традиції літератури стародавньої Русі в білоруській літератури» (з В. Чемерицьким, А. Коршуновим, 1982), навчальний посібник для студентів вузів «Історія білоруської літератури: дореволюційних період» (ч. I — 1977, ч. II — 1980, 2-е допрац. вид. ч. I і II — 1989). Автор програм зі старобілоруської літератури і білоруської літератури XVIII — початку XX століть. Один з укладачів хрестоматії для вищих навчальних закладів «Білоруська література XIX століття» (з С. Олександровичем і В. Рагойшею, 1971, 2-е доопрацьоване видання з В. Рагойшею, 1988).

## Визнання
- Член Спілки письменників СРСР (з 1960).
- Доктор філологічних наук
- Професор.
- Нагороджений орденом Дружби народів, медаллю Франциска Скорини, польською медаллю «Заслужений перед польською літературою», ін. медалями.
- Лауреат Державної премії БРСР імені Якуба Коласа (1990) за роман-есе «Франциск Скорина, або Сонце молодикове».
- Лауреат премії БДУ імені Володимира Пічети.

## Пам'ять
Іменем Олега Лойка названа вулиця у Слонімі.